# Fiends of Dope Island
Fiends of Dope Island es un álbum de garage punk de la banda The Cramps, del año 2003.
Anclados en su estilo retro, no se dejaron llevar por las nuevas bandas de garage, manteniendo su estilo original.Como asegura Eduardo Rivadavia: "un disco inconfundible que no añade ni resta nada al legado de The Cramps. Sus fanes probablemente no puedan pedir más".

## Listado de temas
Todos los temas compuestos por Lux Interior y Poison Ivy, excepto los indicados:
Side one
1. "Big Black Witchcraft Rock" - 3:28
2. "Papa Satan Sang Louie" - 2:48
3. "Hang Up" (Ron Gardner) - 2:44
4. "Fissure of Rolando" - 3:53
5. "Dr. Fucker M.D. (Musical Deviant)" - 3:17
6. "Dopefiend Boogie" - 4:21
7. "Taboo" (Bob Russell, Margarita Lecuona) - 3:48

Side two
1. "Elvis Fucking Christ!" - 3:18
2. "She's Got Balls" - 2:59
3. "Oowee Baby" (Jerry Reed) - 3:08
4. "Mojo Man from Mars" - 2:59
5. "Color Me Black" - 4:02
6. "Wrong Way Ticket" - 4:25

## Créditos
- Lux Interior - voz, armónica, maracas
- Poison Ivy Rorschach - guitarra, echo-theremin
- Chopper Franklin - Bajo, guitarra rítmica en "Taboo"
- Harry Drumdini - batería

## Comentario
- El nombre del disco hace alusión a una película de 1961 con el mismo nombre[3]